# Ina (sông)
Ina (tiếng Đức: Ihna) là một con sông ở phía tây bắc Ba Lan, một nhánh phải của sông Oder.
Nguồn gốc của dòng sông là ở hồ Insko (tiếng Ba Lan: jezioro Ińsko), và nó chảy qua một loạt các hồ nhỏ hơn. Nơi hợp lưu của sông Ina được địa phương hóa trong thị trấn Police, gần Szczecin. Nó có chiều dài 129 km, và diện tích lưu vực của Ina là 2189 km².
Các thị trấn chính nằm trên sông Ina là:
- Iko
- Golenów
- Stargard với Cổng Stargard Mill nổi tiếng
- Police, Ba Lan (trên ngã ba sông Ina vào Oder)

Trong lịch sử Pomerania, Ihna từ năm 1295 đến 1464 đã tách Pomerania-Stettin và Pomerania-Wolgast. Các nhánh của Ina là: Krępiel, Mała Ina, Reczek, Struga Goleniowska.